# Тунгусово
Тунгу́сово (рос. Тунгусово) — село у складі Молчановського району Томської області, Росія. Адміністративний центр Тунгусовського сільського поселення.

## Населення
Населення — 854 особи (2010; 880 у 2002).
Національний склад (станом на 2002 рік):
- росіяни — 95 %